# Echeandia tenuifolia
Echeandia tenuifolia är en sparrisväxtart som beskrevs av Robert William Cruden. Echeandia tenuifolia ingår i släktet Echeandia och familjen sparrisväxter. Inga underarter finns listade i Catalogue of Life.